# 장주주
장주주(중국어 간체자: 江铸久, 정체자: 江鑄久 강주구, 1962년 2월 17일 산시성 타이위안시 ~ )는 대한민국에서 활동하는 중화인민공화국 출신의 바둑 기사이다. 루이나이웨이(芮乃偉) 9단의 남편이다.

## 약력
베이징 사범대학 출신으로 1984년~85년 중일연승전에서 5연승 기록을 세웠다. 1987년에 9단으로 승단하였다. 1999년 4월부터 한국에서 객원기사 생활을 시작했다. 2012년 루이나이웨이와 함께 한국기원 객원기사에서 은퇴하고 중국으로 복귀했다.